# Seznam kulturních památek v Libčevsi
Tento seznam nemovitých kulturních památek v obci Libčeves v okrese Louny vychází z  Ústředního seznamu kulturních památek ČR, který na základě zákona č. 20/1987 Sb., o státní památkové péči, vede Národní památkový ústav jako ústřední organizace státní památkové péče. Údaje jsou průběžně upřesňovány, přesto mohou obsahovat i řadu věcných a formálních chyb a nepřesností či být neaktuální. 
Pokud byly některé části dotčeného území vyčleněny do samostatných seznamů, měly by být odkazy na tyto dílčí seznamy uvedeny v úvodu tohoto seznamu nebo v úvodu příslušné sekce seznamu.

## Libčeves
|  |  | Hledat fotografie a kategorie ve Wikimedia Commons podle rejstříkového čísla památky | Nahrát snímek k tomuto tématu do úložiště Wikimedia Commons |  |

|  | Kategorie „Church of the Beheading of Saint John the Baptist (Libčeves) “ na Wikimedia Commons | Hledat fotografie a kategorie ve Wikimedia Commons podle rejstříkového čísla památky | Nahrát snímek k tomuto tématu do úložiště Wikimedia Commons |  |

|  | Kategorie „Rectory in Libčeves “ na Wikimedia Commons | Hledat fotografie a kategorie ve Wikimedia Commons podle rejstříkového čísla památky | Nahrát snímek k tomuto tématu do úložiště Wikimedia Commons |  |

|  | Kategorie „Libčeves castle “ na Wikimedia Commons | Hledat fotografie a kategorie ve Wikimedia Commons podle rejstříkového čísla památky | Nahrát snímek k tomuto tématu do úložiště Wikimedia Commons |  |

|  |  | Hledat fotografie a kategorie ve Wikimedia Commons podle rejstříkového čísla památky | Nahrát snímek k tomuto tématu do úložiště Wikimedia Commons |  |

## Židovice
|  | Kategorie „Židovice čp. 7, 43 (Libčeves)‎ “ na Wikimedia Commons | Hledat fotografie a kategorie ve Wikimedia Commons podle rejstříkového čísla památky | Nahrát snímek k tomuto tématu do úložiště Wikimedia Commons |  |

|  | Kategorie „Židovice čp. 6 (Libčeves)‎ “ na Wikimedia Commons | Hledat fotografie a kategorie ve Wikimedia Commons podle rejstříkového čísla památky | Nahrát snímek k tomuto tématu do úložiště Wikimedia Commons |  |

|  | Kategorie „Crucifix in front of the chapel in Židovice (Libčeves)‎ “ na Wikimedia Commons | Hledat fotografie a kategorie ve Wikimedia Commons podle rejstříkového čísla památky | Nahrát snímek k tomuto tématu do úložiště Wikimedia Commons |  |

## Hnojnice
| Památka                   | Fotografie                                             | Rejstříkové číslo v ÚSKP                                                             | Sídelní útvar                                               | Poloha                                                                                            | Popis a poznámky |
| ------------------------- | ------------------------------------------------------ | ------------------------------------------------------------------------------------ | ----------------------------------------------------------- | ------------------------------------------------------------------------------------------------- | --- |
| Cihlářská pec (Q37275913) | \| \| \| \| \| \|                                      | 43138/5-1128 Pam. katalog MIS                                                        | Hnojnice                                                    | jihovýchodně od vsi, severně od silnice na Koštice, st. 83 50°25′57,41″ s. š., 13°53′15,19″ v. d. | Periodická cihlářská pec s dvojicí transportních otvorů. Cihlářský pecník pro vypalování cihel a tašek (bobrovek) byl v provozu do druhé poloviny 40. let 20. století. Půdorys se blíží čtverci. Nad vypalovací komorou šikmo stoupající stěny nadstavby a komín. Památkově chráněno od 17. ledna 1964. |
|                           | Kategorie „Brickwork (Hnojnice) “ na Wikimedia Commons | Hledat fotografie a kategorie ve Wikimedia Commons podle rejstříkového čísla památky | Nahrát snímek k tomuto tématu do úložiště Wikimedia Commons |                                                                                                   | |

## Lahovice
| Památka                                   | Fotografie                                                                     | Rejstříkové číslo v ÚSKP                                                             | Sídelní útvar                                               | Poloha                                                      | Popis a poznámky |
| ----------------------------------------- | ------------------------------------------------------------------------------ | ------------------------------------------------------------------------------------ | ----------------------------------------------------------- | ----------------------------------------------------------- | --- |
| Kostel svatého Jakuba Většího (Q24074506) | \| \| \| \| \| \|                                                              | 11440/5-5779 Pam. katalog MIS                                                        | Lahovice                                                    | st. 37, 38, pp. 675/3 50°27′24,71″ s. š., 13°51′2,45″ v. d. | Kostel sv. Jakuba Většího s kaplí. Šlo o svatojakubské poutní místo v souvislosti se starší svatojakubskou studánkou. Obě budovy jsou opatřeny výraznými štíty. Stav objektů je havarijní. - Kostel sv. Jakuba Většího. Kostel byl vybudován v letech 1751–1753 pravděpodobně F. M. Kaňkou. Kostel je zděný, jednolodní, s rizality na bočních průčelích a trojstranně uzavřeným presbytářem. Má bezvěžové průčelí s edikulovým štítem s volutami. Nad presbytářem ční torzo sanktusníku. Na plochostropou loď navazuje závěr s lunetami nad okny. - Patří k němu i kaple, postavená nad studánkou, na místě původní dřevěné z roku 1670. Kaple v rámci jednoty celku přejímá tvary kostela. Edikulový štít s mohutným frontonem má uprostřed rovněž niku. Do kaple se vstupuje otvorem s mírně stlačeným obloukem. Interiér je zaklenut valenou klenbou s lunetami, v každé stěně kaple je nika. Památkově chráněno od 4. listopadu 1996. |
|                                           | Kategorie „Church of Saint James the Greater (Lahovice) “ na Wikimedia Commons | Hledat fotografie a kategorie ve Wikimedia Commons podle rejstříkového čísla památky | Nahrát snímek k tomuto tématu do úložiště Wikimedia Commons |                                                             | |

## Řisuty
| Památka                                         | Fotografie                                                                      | Rejstříkové číslo v ÚSKP                                                             | Sídelní útvar                                               | Poloha                                                                           | Popis a poznámky |
| ----------------------------------------------- | ------------------------------------------------------------------------------- | ------------------------------------------------------------------------------------ | ----------------------------------------------------------- | -------------------------------------------------------------------------------- | --- |
| Kostel svatého Bernarda z Clairvaux (Q18564505) | \| \| \| \| \| \|                                                               | 43400/5-1392 Pam. katalog MIS                                                        | Řisuty                                                      | v centru vsi, st. 1, pp. 15, 641/8, 641/16 50°28′20,43″ s. š., 13°51′28,4″ v. d. | Kostel sv. Bernarda z Clairvaux. Barokní jednolodní kostel obdélné dispozice z počátku 18. století, s vtaženou hranolovou věží (dříve krytá cibulovou bání s lucernou) a s trojbokým odsazeným kněžištěm, nad nímž je umístěný polygonální sanktusník,. Nyní skoro bez střech. K areálu obehnanému ohradní zdí patří i venkovní schodiště na osu vstupu a sloup se sochou světce, který byl přesunut na náves. - ohradní zeď. Kamenná ohradní zeď podepřená opěráky vyrovnává terén v okolí kostela. Pochází patrně z počátku 18. století. Místy je koruna zdi opatřena kamennými deskami. - schodiště. Jednoramenné schodiště zpřístupňuje od jihu plochu před hlavním průčelím neorientovaného kostela a jeho hlavním vchodem. První stupně má cihelné, následuje většina stupňů kamenných. Na pravé straně je dochována část opěrné zídky. - sloup se sochou sv. Bernarda, z Clairvaux. Pískovcová socha stojící na korintské hlavici byla postavena bez dříku rovnou na fundamentu, roku 2009 obnovena včetně sloupu a přesunuta ke křižovatce cest na náves pod kostelem. Památkově chráněno od 17. ledna 1964. |
|                                                 | Kategorie „Church of Saint Bernard of Clairvaux (Řisuty) “ na Wikimedia Commons | Hledat fotografie a kategorie ve Wikimedia Commons podle rejstříkového čísla památky | Nahrát snímek k tomuto tématu do úložiště Wikimedia Commons |                                                                                  | |

## Sinutec
| Památka                        | Fotografie                                                        | Rejstříkové číslo v ÚSKP                                                             | Sídelní útvar                                               | Poloha                                                          | Popis a poznámky |
| ------------------------------ | ----------------------------------------------------------------- | ------------------------------------------------------------------------------------ | ----------------------------------------------------------- | --------------------------------------------------------------- | --- |
| Kaple svatého Víta (Q24265915) | \| \| \| \| \| \|                                                 | 43258/5-1195 Pam. katalog MIS                                                        | Sinutec                                                     | severní okraj vsi, st. 19 50°26′42,87″ s. š., 13°47′29,3″ v. d. | Kaple svatého Víta. Barokní plochostropá kaple s trojbokým závěrem a uvnitř s nikami, z doby kolem roku 1730. Má fasádu v lizénových rámcích, průčelí s portálem a volutovým edikulovým štítem, sanktusník. Rozpadlá střecha byla obnovena v 10. letech 21. století. - Ohradní zeď jako ruce obepíná předprostor, v ose je vstupní branka. Památkově chráněno od 17. ledna 1964. |
|                                | Kategorie „Chapel of Saint Vitus (Sinutec) “ na Wikimedia Commons | Hledat fotografie a kategorie ve Wikimedia Commons podle rejstříkového čísla památky | Nahrát snímek k tomuto tématu do úložiště Wikimedia Commons |                                                                 | |